# Eupithecia sobrinata
Eupithecia sobrinata là một loài bướm đêm trong họ Geometridae.